# 勝間和代
勝間 和代（、1968年12月14日 - ）は、日本の著述家、評論家。元・公認会計士。学位はファイナンス修士（専門職）（早稲田大学）。ダボス会議（世界経済フォーラム）2009年度ヤング・グローバル・リーダーの一人。株式会社監査と分析 取締役（共同パートナー）、中央大学大学ビジネススクール客員教授。

## 経歴
東京都葛飾区生まれ。親は、テープレコーダーのヘッドケースをプレス加工で製造する町工場を経営していた。4人兄弟の末っ子である（11歳年上の姉、10歳年上の姉、8歳上の兄、勝間）。
葛飾区立住吉小学校、慶應義塾中等部、慶應義塾女子高等学校を経て、慶應義塾大学商学部を卒業。早稲田大学大学院ファイナンス研究科専門職学位課程を修了し、ファイナンス修士（専門職）の学位を取得。慶應義塾女子高等学校在学中に公認会計士試験の勉強を始め、一般に「公認会計士試験」と呼ばれていた2次試験（2次試験合格をもって会計士補の資格を得る制度であった）に19歳で合格し（当時の2次試験合格最年少記録を更新）、3次試験（会計士補として実務経験を積んで、3次試験合格をもって公認会計士の資格を得る制度であった）に23歳で合格した。
2009年度に、法令によって公認会計士に課される研修受講義務を果たさず、日本公認会計士協会より懲戒処分を受け、その後の2011年2月に日本公認会計士協会に対して公認会計士登録抹消の手続を行った（『サンデー毎日』2011年2月27日号の報道による）。中小企業診断士試験に合格している。
大学在学中の21歳のとき第一子を出産、3女の母である。長女は現在父親と暮らしている。男性と2回の離婚を経験し、現在は独身。情報技術に詳しく、中学時代からパンチカードで付属の大学のコンピュータでプログラムを作っていた。ニフティサーブのウインドウズフォーラム・マルチメディア会議室のボードリーダーを務めていたこともある。ISDNを自宅に引いたときに「葛飾区の個人宅で2軒目」と言われた逸話もある。第一種情報処理技術者試験の上位にあたる高度情報処理技術者(オンライン情報処理技術者試験)の合格者でもある。
2015年1月、麻雀のプロ団体、最高位戦日本プロ麻雀協会のプロ試験に合格。春からD1リーグに所属する。

### 職歴
- 太田昭和監査法人（現在の新日本監査法人）（5ヶ月、大学在学中より）- 会計士補として在籍。出産を機に退職。
- アーサー・アンダーセン（3年9ヶ月、大学在学中より） - 会計士補・会計士、のちにシステム・コンサルタントとして在籍。
- ケミカル銀行（現在のJPモルガン・チェース、3年、1994年10月〜1997年10月） - 金利トレーダー、のちにリサーチャーとして在籍。
- マッキンゼー（5年9ヶ月、1998年1月 - 2003年9月） - 経営コンサルタントとして在籍。
- JPモルガン証券（3年3ヶ月、2003年9月 - ） - 証券アナリストとして在籍[要出典]。
- 独立開業（2007年 - ） - 投資顧問業（現在は金融庁登録無し[14]）及び経営コンサルタントとして独立[15]。並行して早稲田大学大学院商学研究科の博士後期課程に在籍[16]。

## 活動

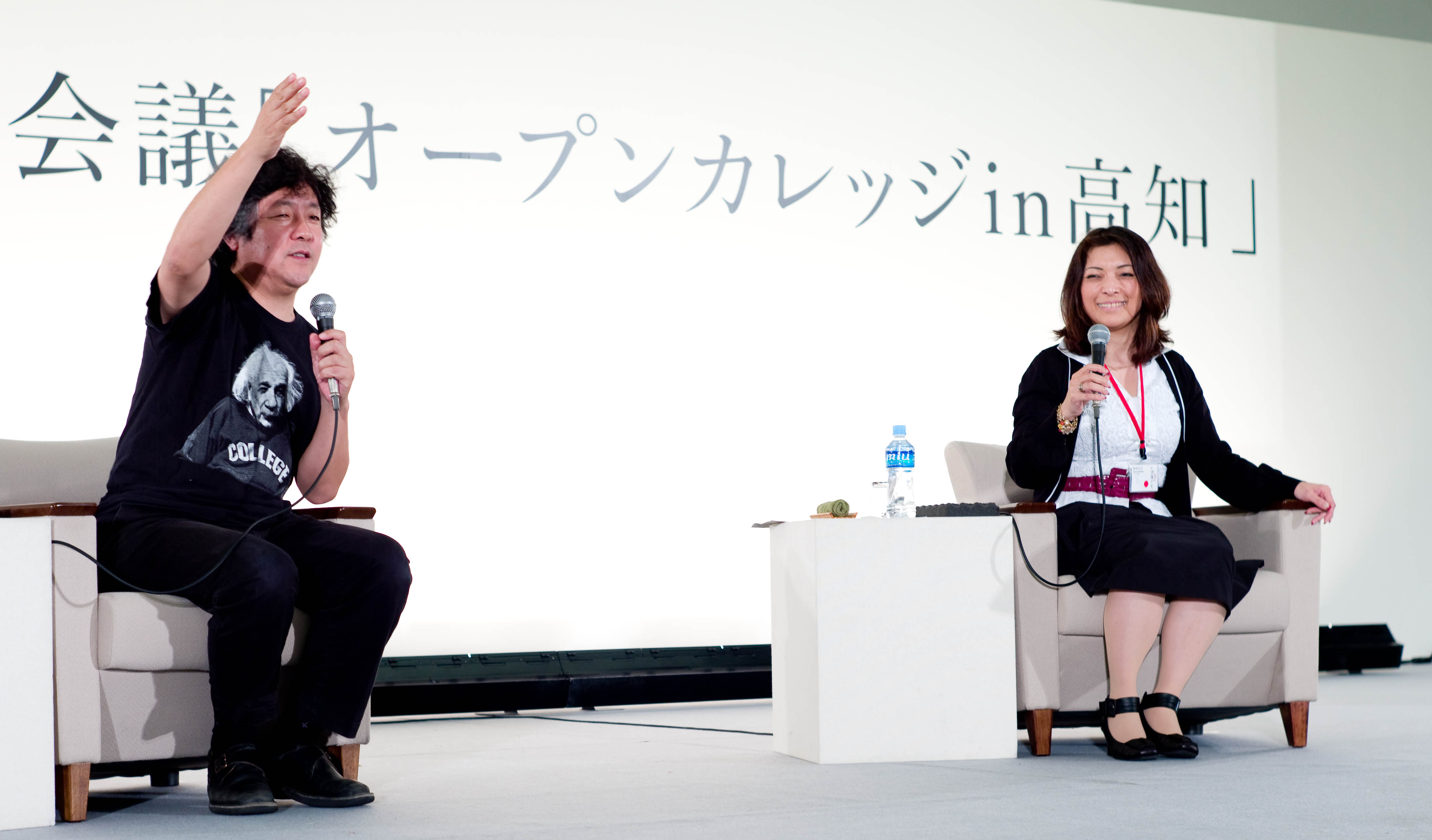
2009年11月29日、高知県高知市にて茂木健一郎（左）と

内閣府男女共同参画会議議員、同会議「仕事と生活の調和（ワーク・ライフ・バランス）に関する専門調査会」専門委員、小渕優子少子化担当大臣「ゼロから考える少子化対策プロジェクトチーム」メンバー（2009年8月までの自民党内閣当時であり現存するかは不明）、総務省「ICT成長力懇談会」メンバー。事業仕分け第三弾では総理の委任状を受け取り仕分け人として活動した。
2007年、上念司と共同事務所の「株式会社監査と分析」を設立した。同年から著作活動を活発化し、4月発売『無理なく続けられる年収10倍アップ勉強法』（ディスカヴァー21）、11月発売『お金は銀行に預けるな』（光文社）、12月発売『効率が10倍アップする新・知的生産術』（ダイヤモンド社）と3作がそれぞれ10万部を突破して話題となった。2008年末現在、前述代表3作の累計部数は18万部、40万部、25万部となっている。その後の、『勝間和代のビジネス頭を創る7つのフレームワーク力 ビジネス思考法の基本と実践』（ディスカヴァー21）、『起きていることはすべて正しい』（ダイヤモンド社）も20万部を突破した。著作累計発行部数は500万部を超える。また、朝日新聞別刷土曜版beで「勝間式『自分ナビ』宣言」、毎日新聞で「勝間和代のクロストーク」をコラム連載するほか、日経マネー、日経ビジネスアソシエ、日本経済新聞「勝間和代のITマーケットウォッチ」などにも連載を持つ。
2008年5月、世界中の難民・被災民の教育支援、自立支援にむけたチャリティ・ブック・プログラム、『Chabo!』を開始した。和田裕美、小宮一慶らビジネス作家9名と共に、印税の20%を寄付にあてる活動を行っている。2009年8月21日付で大塚ホールディングスの社外取締役を退任。同年より、中央大学大学院戦略経営研究科客員教授として、月に1回「女性の雇用管理」について講義している。2010年、浜田宏一から上念司とともに経済学の個人レッスンを受けた。2012年8月29日、安倍晋三が前日に森喜朗を訪ね、自民党総裁選への出馬の意向を伝えたことが報道で明らかとなった。同年9月5日、三宅久之、長谷川三千子、金美齢など保守系の著名人28人は「安倍晋三総理大臣を求める民間人有志の会」を発足させ、安倍の事務所に赴き、出馬要請をした。その後、勝間は上念とともにグループに加入し、メンバーは計37人となった。9月26日、総裁選が実施され、安倍が当選した。

## 受賞など
- 仕事をもつ母親向けのウェブサイト「ムギ畑」を創設した功績から、2005年にウォール・ストリート・ジャーナル「世界の最も注目すべき女性50人」に選ばれる。
- 2006年には、エイボン女性大賞を受賞している。
- 2009年2月に、世界経済フォーラム（ダボス会議）のYoung Global Leadersの1人に選出された。
- 2009年5月に、3代目自転車名人に選出された。
- JPモルガン在籍時、日経による人気アナリストランキング（2006年3月）で、通信セクターで11位、ITセクターで17位であった[35]。

## 人物
- 好きなことに夢中になりやすい性格であり、オタク気質であることを自認しており、「オタク趣味の間に仕事をしているのではないか」と思っている[36]。
- 発達障害を持っていることを公表している[37]。子供時代より現在までADHDの特徴をもち、軽度のADHDと診断を受けている[38]。
- 定期的に2ちゃんねるやmixiで自分の名前を検索（エゴサーチ）して、役立つコメントを探す[39]。
- 本などの執筆については、「私は本については、書く努力の5倍、売る努力をするということを決めています」とのこと[40]。
- 2010年の香山リカとの論争が話題となった[41]。
- 2010年5月、自らホストを務める経済情報番組『デキビジ』（2010年5月2日BSジャパンで放送）に元2ちゃんねる管理人の西村博之をゲストとして招き対談を行った。しかし、終始議論が噛み合わず[42]、西村の抗議にもすぐに話題を変えてとりあわなかった[42]。この西村との対談について、5月6日に同ブログで「（西村および視聴者に対して）不快感をもたらした」として謝罪した[43][42]。また、同番組内（2010年5月9日放送）でも改めて謝罪した。一方、西村は、対談が和やかに進まなかった件について、「（自分は）睡眠時間が短いと機嫌が悪くなる」と釈明した[44]。この件は、勝間と西村が朝5時半まで別のテレビ番組に出演していて、9時から『デキビジ』の収録が行われ、両名とも寝不足が原因であったと語っている[45]。
- 2018年5月28日、自身のブログで、増原裕子と交際していること、同棲関係にあることをカミングアウトしたが[46][47]、翌2019年（令和元年）11月11日、増原とのパートナー関係の解消を報告した[48]。
- スマートフォンやスマートウォッチなどの小型家電（ガジェット）が好きで、Androidのスマホ2台を持ち歩いて愛用しており、文字入力は音声入力が速いと主張している[49][50][51]。

## 主張

### 社会政策
- 雇用、労働問題について、著書『会社に人生を預けるな』の中で、終身雇用はいわば現代の小作農、奴隷制であり、労働環境の面で「NOといえない労働者」を生み出す要因になっていると述べ、これを改めるべきとしている（正規社員の解雇規制緩和論）。
- 社会的インフラとは国民を支える社会システムであり、教育・少子化対策・雇用対策・医療改革・介護改革・NPO支援などであるとしている[52]、また、医療・介護こそ社会の基礎インフラであるとしている[53]。

### 経済政策
インフレ目標による名目経済成長率の向上が必要であると菅直人に提言し、これを受けて菅は当時の日銀総裁・白川方明に圧力を強め、2012年2月14日に物価上昇率1%を目標とさせた。インフレ目標のために、政府と日銀のアコードが有効であると、リフレ派の主張を行っている。

### 電力政策
中部電力の原発促進のテレビ広告に起用され「経済成長のためには、エネルギーは量とコスト両方が安定していないといけない」と呼びかけていた。福島第一原発の事故に対して「放射性物質が実際より怖いと思われていることが問題」「今回の原子力の問題でも、死者が出ましたか？」と原発を擁護する立場を取っている。

### 選択的夫婦別姓
選択的夫婦別姓制度導入に肯定的。反対する者が理由として挙げる「家族の仕組みがさらに弱いものになってしまう」などの意見に対し、「選択的別姓を採り入れている国の家族は壊れているのか」と批判する。

### 死刑廃止
本人が司会を自ら務める勝間和代#デキビジにて死刑制度について「私はけっこう強い（死刑制度）廃止派なんですよ。もともと犯罪の原因は、
必ずしもその人だけではないですから。さらに加えて、その人が死刑になっても何も解決しない。この2点なんですよ」と述べている。

### 事業仕分け
2010年、民主党が行った事業仕分けに仕分け人として参加し、予算削減のため的中率や噴火警報の誤報の数などを追及した。勝間は、「たとえば（新たに対象となる）秋田焼山。ここ300年間に約9回の小規模な水蒸気噴火はあったものの、大規模な噴火は数千年前に起きたきり。その場合でも24時間体制というのはどういう理由で必要なのでしょうか」と発言していた。仕分けの結果、火山観測事業の予算は平成22年度の30億8500万円から、平成23年度には6億1800万円へと約5分の1に削減された。勝間の発言を掲載した『朝日新聞』の特集記事（2010年7月6日付）に、「長野県と岐阜県境で79年に有史以来初めて噴火し、91年、01年にも小規模な噴火を繰り返している御岳山でさえ、観測強化の対象から外された」という記述があったことから、2014年の御嶽山噴火による被害拡大が、勝間のバッシングに発展した。御嶽山が仕分けによって常時監視の対象から外れたなどの誤解が広がったためである。御嶽山は、火山噴火予知連絡会が47火山を選出した「火山防災のために監視・観測体制の充実等が必要な火山」の一つに入っており、2014年現在も24時間監視が行われており、47のうち30火山で運用されている「噴火警戒レベル」の対象になっている。

### その他
- 資格などの勉強について、「リスニング」や「アウトプット」の重要性を説いている[63]。

## 著書

### 単著
- インディでいこう!ナチュラル&インディペンデントな生き方実践ガイド ディスカヴァー21（「ムギ」名義）2006
- 無理なく続けられる年収10倍アップ勉強法 ディスカヴァー21 2007.4 ISBN 4887595441
- 無理なく続けられる年収10倍アップ時間投資法 ディスカヴァー21 2007
- 決算書の暗号を解け!ダメ株を見破る投資のルール ランダムハウス講談社 2007
- お金は銀行に預けるな 金融リテラシーの基本と実践 光文社新書、2007
- 効率が10倍アップする新・知的生産術―自分をグーグル化する方法 ダイヤモンド社 2007
- 勝間和代のインディペンデントな生き方実践ガイド ディスカヴァー21 2008 ISBN 488759626X
- 勝間式「利益の方程式」 ─商売は粉もの屋に学べ!─ 東洋経済新報社 2008 ISBN 4492556060
- 勝間和代のビジネス頭を創る7つのフレームワーク力 ビジネス思考法の基本と実践 ディスカヴァー21 2008 ISBN 4887596391
- 勝間和代の日本を変えよう lifehacking Japan 毎日新聞社 2008
- 読書進化論 ─人はウェブで変わるのか。本はウェブに負けたのか 小学館101新書 2008
- 起きていることはすべて正しい 運を戦略的につかむ勝間式4つの技術 ダイヤモンド社 2008
- 勝間和代の成功を呼ぶ7つの法則 マガジンハウス 2008
- 断る力 文春新書 2008 ISBN 4166606824
- 会社に人生を預けるな リスク・リテラシーを磨く 光文社新書 2008 ISBN 4334034969
- 勝間和代のお金の学校 サブプライムに負けない金融リテラシー（編）日本経済新聞 2009
- 勝間和代・脳力up 一日5分!「携帯パズル」でみるみる頭がよくなる!!講談社 2009.6
- まねる力 私のコアスキルは「まねる」だと思う（アエラムック）朝日新聞出版 2009 ISBN 4022744111
- 目立つ力 インターネットで人生を変える方法 小学館101新書 2009.10
- やればできる まわりの人と夢をかなえあう4つの力 ダイヤモンド社 2009.12
- 勝間和代の学び旅 マナベル - オーストラリア編 扶桑社 2010.9 ISBN 4594062431
- お願い!ランキング 勝間和代が選ぶ成功を呼ぶ家電 マガジンハウス 2009.12.14 ISBN 978-4-8387-2204-4 c0095
- 仕事学のすすめ 2009年8ー9月 (NHK知る楽/木) 日本放送出版協会 (2009/7)
- 結局、女はキレイが勝ち(2009/12/17)
- 自分をデフレ化しない方法 (文春新書) (2010/2/19)
- 仕事学のすすめ 2010年2ー3月 (NHK知る楽/木)日本放送出版協会 (2010/1)
- 勝間和代のビジネス思考力養成セミナー[基礎力養成編] (マジビジ) (2010/5/20)
- 不幸になる生き方 (集英社新書) (2010/6/17)
- 勝間和代の学び旅「マナベル」 (2010/8/5)
- 人生を10倍自由にするインターディペンデントな生き方実践ガイド 「自立」〈インディ〉から「相互依存」〈インタディ〉へ (2010/12/10)
- お願い！ランキングpresents 勝間和代が選ぶ成功を呼ぶ家電 (2010/12/14)
- 国民の選択 勝間の視点 「先の見えない時代」を読む、変える (2011/2/4)
- 勝間和代責任編集 すごい女子会 (#デキビジBOOKS) (2011/8/27)
- お金は銀行に預けるな〜金融リテラシーの基本と実践〜 (光文社新書) (2011/11/4)
- まじめの罠 (光文社新書) (2011/11/4)
- 会社に人生を預けるな〜リスク・リテラシーを磨く〜 (光文社新書) (2011/11/4)
- 女に生まれたら、コレを読め 〜○活必勝法〜 (2012/9/1)
- 高学歴でも失敗する人、学歴なしでも成功する人(小学館101新書) (2012/10/12)
- 「有名人になる」ということ (ディスカヴァー携書) (2013/1/11)
- 目立つ力 インターネットで人生を変える方法(小学館101新書)(2013/1/21)
- 健康になるロジカルクッキング (１コインキンドル文庫第１巻) (2013/3/2)
- やせる！(2013/3/22)
- やせる!運動編 (１コインキンドル文庫第２巻) (2013/3/24)
- やればできる (2013/3/25)
- わかりやすく話す力 (１コインキンドル文庫第３巻) (2013/4/2)
- アベノミクスで学ぼう、上手に生きるための経済学 (１コインキンドル文庫第４巻) (2013/4/8)
- お金は銀行に預けるな 2013年度版 (１コインキンドル文庫第５巻) (2013/4/22)
- あなたも本を書いてみよう (１コインキンドル文庫第６巻) (2013/5/9)
- 無理なく続けられる年収10倍アップ勉強法 2013年度版 (１コインキンドル文庫第７巻) (2013/6/11)
- 健康になる ロジカルクッキング レシピ編 (１コインキンドル文庫第８巻) (2013/6/11)
- 英語を勉強し直そう (１コインキンドル文庫第９巻) (2013/6/23)
- 男女共同参画の本当の意味 (１コインキンドル文庫第10巻) (2013/6/23)
- 問題を解く人から、 問題を定義できる人になろう (１コインキンドル文庫第11巻) (2013/7/29)
- 優先順位のつけ方を学ぼう (１コインキンドル文庫第12巻) (2013/8/25)
- 専門家はウソをつく（小学館新書） (2013/10/18)
- 最後の英語やり直し！ (2014/2/28)
- 人生確率論のススメ～運でなく、確率を支配しよう～ (扶桑社ＢＯＯＫＳ新書)（2014/11/22）
- 稼ぐ話力 相手を腹落ちさせるプレゼンテーション術（2014/9/27）
- 120の腕前なのに80台で回る　勝間和代の頭だけで100を切るゴルフ (角川書店単行本)（2015/3/1）
- マクロ経済学を学ぼう（2015/9/8）
- 2週間で人生を取り戻す! 勝間式汚部屋脱出プログラム（文藝春秋）（2016/4/27）
- 勝間式 超ロジカル家事（アチーブメント出版）（2017/3/25）
- 勝間式食事ハック （宝島社） (2018/8/10）
- 勝間式超コントロール思考（アチーブメント出版）（2019/2/2）
- ラクして おいしく、太らない！ 勝間式超ロジカル料理（アチーブメント出版）（2020/3/1）
- 圧倒的に自由で快適な未来が手に入る! 勝間式ネオ・ライフハック100（KADOKAWA）（2020/7/29）
- 自由もお金も手に入る! 勝間式超スローライフ（KADOKAWA）（2020/10/7）
- 勝間式ロジカル不老長寿（宝島社）（2021/7）
- 勝間式生き方の知見（KADOKAWA）（2021/9）
- 勝間式金持ちになる読書法（宝島社）（2022/1）
- できないのはあなたのせいじゃない（プレジデント社）（2022/5）
- 勝間式タイムパフォーマンスを上げる習慣（宝島社）（2023/2）
- １００歳時代の勝間式人生戦略ハック１００（KADOKAWA）（2023/3）
- 勝間式超ロジカル選択術（SBクリエイティブ）（2023/7）
- 40歳からの「仕事の壁」を越える勝間式思考 （日経BP）（2024/6）
- 人づきあいはコスパで考えるとうまくいく: コミュニケーションはスキルが9割（Gakken）（2025/4）

### 共編著
- 猪口さん、なぜ少子化が問題なのですか? 猪口邦子、ディスカヴァー21、2007
- 会社でチャンスをつかむ人が実行している本当のルール ディスカヴァー21（福沢恵子共著）2007
- 10年後あなたの本棚に残るビジネス書100 神田昌典共著、ダイヤモンド社、2008
- 勝間・藤巻に聞け!「仕事学のすすめ」 自分ブランドで課題克服 藤巻幸夫共著 日本放送出版協会・生活人新書 2009.10
- つながる力 ツイッターは「つながり」の何を変えるのか? 広瀬香美 (2009/12/20)
- 勝間さん、努力で幸せになれますか 香山リカ (2010/1/8)
- 日本経済復活 一番かんたんな方法 (光文社新書 443) 宮崎哲弥、 飯田泰之 (2010/2/17)
- 勝間和代&小宮一慶のエコノトーク 小宮一慶 (2010/3/12)
- EXIT 売却 奈部 真(2010/5/27)
- 勝間和代・上大岡トメの目うろこコトバ (朝日新書) 上大岡トメ (2010/8/10)
- そこまで言うか！ 堀江貴文・西村博之共著、青志社、2010・9
- ワーキングマザーバイブル Working〜働き続けたいアナタへ〜 ムギ畑WMB制作委員会 (2010/9/3)
- ワーキングマザーバイブル Mother〜お母さんになりたいアナタへ〜 ムギ畑WMB制作委員会 (2010/9/3)
- 仕事学のすすめ 2010年10・11月 世界を見据えたベンチャーマインド／人間力を高めるコーチング (知楽遊学シリーズ) 南場智子、平井伯昌 (2010/9/25)
- 田原総一朗責任編集 ２時間で人生が変わる！ 嫌われることを恐れない突破力！ 世間という牢獄から脱出する方法 (2時間で人生が変わる!) 堀江貴文、田原総一朗 (2010/10/8)
- 仕事学のすすめ 2010年12・1月 人間力養成術／病院を変える突破力 (知楽遊学シリーズ) 丹羽宇一郎、亀田信介(2010/11/25)
- 仕事学のすすめ 2011年2・3月 世界に発信する独創力／超多忙流 創造術 (知楽遊学シリーズ) 林原健、堤幸彦 (2011/1/25)
- 仕事学のすすめ 2011年2・3月 世界を制した菓子作り／超多忙流 創造術 (知楽遊学シリーズ) 辻口博啓、堤 幸彦 (2011/2/14)
- 恋愛経済学 (2011/2/18)
- ＮＨＫテレビ 不況をチャンスに変える 2011年4月 (仕事学のすすめ)似鳥昭雄 (2011/3/25)
- 不況をチャンスに変える 2011年8月 (仕事学のすすめ) 似鳥 昭雄(2011/7/26)
- まちづくりマネジメントはこう行え 2011年10月 (仕事学のすすめ) 西郷真理子(2011/9/23)
- 競争しない中小企業経営術 2011年12月 (仕事学のすすめ) 小宮山栄 (2011/11/25)
- 自ら仕事を創造せよ 2012年3月 (NHK仕事学のすすめ) 安藤忠雄(2012/2/25)
- 自転車会議！ なぜ、各界のトップランナーは自転車を選ぶのか 疋田智、片山右京、今中大介 (2012/4/20)
- 決算書は必ず裏を読め！柏葉比呂樹 (2012/12/19)
- 伝説の教授に学べ！ 本当の経済学がわかる本 ―勝間和代が本気で勉強したかったとても大切なこと 浜田宏一、若田部昌澄(2013/5/2)
- やる気の出る経済学〜「アベノミクス」から「ももクロ」まで〜 (賢者に学べシリーズ第１巻)田中秀臣 (2013/6/3)
- 愛される土木 〜土建屋ですが、何か？〜 (賢者に学べシリーズ) 藤井聡(2013/11/11)

### 翻訳
- 史上最強の人生戦略マニュアル フィリップ・マグロー きこ書房 2008.9
- 天才!成功する人々の法則 マルコム・グラッドウェル 講談社 2009
- マルコム・グラッドウェル THE NEW YORKER 傑作選1 ケチャップの謎 世界を変えた“ちょっとした発想” (マルコム・グラッドウェルTHE NEW YORKER傑作選) マルコム・グラッドウェル(2010/7/7)
- マルコム・グラッドウェル THE NEW YORKER 傑作選2 失敗の技術 人生が思惑通りにいかない理由 (マルコム・グラッドウェルTHE NEW YORKER傑作選) マルコム・グラッドウェル(2010/8/6)
- マルコム・グラッドウェル THE NEW YORKER 傑作選3 採用は2秒で決まる!直感はどこまでアテになるか? (マルコム・グラッドウェルTHE NEW YORKER傑作選) マルコム・グラッドウェル (2010/9/10)
- トライブ 新しい“組織”の未来形 セス・ゴーディン(2012/7/25)
- ブライアン・トレーシーが教える年収を自分で決められる人になる方法 ブライアン トレーシー (2012/8)
- 天才！ 成功する人々の法則 マルコム・グラッドウェル(2014/1/31)
- 犬は何を見たのか ＴＨＥ ＮＥＷ ＹＯＲＫＥＲ 傑作選 マルコム・グラッドウェル(2014/2/21)

## 論文
- CiNii 勝間和代

## メディア出演
- カツケン 勝間経済研究所（2009年7月 - 2010年3月、BSジャパン）
- がっちりアカデミー!!（TBS）
- お願い!ランキング（2009年11月16日 - 、テレビ朝日）※不定期出演
- 勝間和代#デキビジ（BSジャパン）
- 仕事学のすすめ（NHK教育テレビ、トランスレーター）
- ラジオ仕事学のすすめ（2015年4月 - 、NHKラジオ第2放送、トランスレーター）
- バラいろダンディ（2015年10月 - 、TOKYO MX）火曜隔週レギュラー

### テレビドラマ
- エンゼルバンク～転職代理人 第1話（2010年、テレビ朝日系）